# Marinho (zespół wyścigowy)
Marinho – planowany zespół Formuły 1, który miał zadebiutować w 1977 roku. Nigdy do tego nie doszło.

## Historia
Marinho był sponsorowanym przez bank BIP, portugalskim projektem utworzonym przez Bravo Marinho, inżyniera José Megre i mechanika João Pereirę. Korzenie zespołu sięgają projektu dwulitrowych samochodów sportowych BIP Lola z 1974 roku, który chciał zadebiutować w Formule 1 w 1975 roku. W 1976 roku Auto Hebdo zamieściło wywiad z Bravo Marinho, który zapowiadał debiut zespołu na Grand Prix Hiszpanii 1977 lub Grand Prix Belgii 1977. W artykule zamieszczono projekt samochodu w kształcie strzały, opartego na silniku Cosworth DFV (480 KM mocy), chociaż zespół planował przetestować też inne silniki. Za projekt części mechanicznej samochodu mieli być odpowiedzialni Megre i Pereira, a projektem nadwozia miał zająć się Marinho. Planowano zastosować podwójne tarcze hamulcowe, a w tylnej części samochodu znalazły się chłodnice, co stało się standardem w Formule 1 w 1983 roku. Wskutek nacjonalizacji BIP Marinho skończyły się fundusze i zespół nie zadebiutował w Formule 1.